# Rogelio Ortega Martínez
Salvador Rogelio Ortega Martínez (Taxco de Alarcón, Guerrero, 26 de julio de 1955) es un académico y político mexicano, ha ocupado el cargo de Secretario General de la Universidad Autónoma de Guerrero y desde el 26 de octubre de 2014 fue Gobernador de Guerrero.

## Estudios y carrera académica
Rogelio Ortega Martínez es Licenciado en Sociología egresado de la Universidad Autónoma de Guerrero, tiene una especialidad en Historia por la Escuela Normal Superior de la misma universidad y además es Maestro en Estudios Iberoamericanos y Doctor en Ciencias Políticas y Sociología por la Universidad Complutense de Madrid, grado que obtuvo con mención cum laude.
Es catedrático de la Universidad Autónoma de Guerrero desde 1976, ejerciendo la docencia en particular en el Centro Interuniversitario para la Integración Americana (CIPIA) y en el Instituto Internacional de Estudios Políticos Avanzados Ignacio Manuel Altamirano de la misma institutición universitaria. Además en la misma universidad ha tenido los cargos de Jefe del departamento de asuntos estudiantiles, Director de Extensión Universitaria, Director fundador del CIPIA, Coordinador de Asesores del rector Florentino Cruz Ramírez y Consejero Universitario en los periodos 1999 a 2001 y 2004 a 2006.
De 2006 a 2009 ocupó el cargo de director del Instituto Internacional de Estudios Políticos Avanzados Ignacio Manuel Altamirano, en 2010 fue candidato a Rector de la Universidad Autónoma de Guerrero, no habiendo obtenido el cargo y posteriormente ocupó el cargo de Secretario General de la universidad.

## Carrera política
El 1 de abril de 2005 al asumir la gubernatura Zeferino Torreblanca Galindo, fue nombrado Subsecretario de Educación Media Superior y Superior de la Secretaría de Educación del estado y posteriormente ocupó la Coordinación para la Reforma Política en Guerrero bajo el Secretario General de Gobierno Armando Chavarría Barrera.
El 26 de octubre de 2014 el Congreso de Guerrero lo eligió Gobernador interino del estado, en sustitución de Ángel Heladio Aguirre Rivero, quien había solicitado licencia el día previo, en consecuencia a la crisis política generada por la desaparición forzada de estudiantes de la Escuela Normal Rural de Ayotzinapa. Su periodo como gobernador interino concluyó el 24 de abril de 2015; quedando como gobernador provisional, David Cienfuegos Salgado, hasta ese momento Secretario General de Gobierno del Estado de Guerrero.
El 27 de abril de 2015 el Congreso de Guerrero lo designó como Gobernador sustituto del estado, ante la separación definitiva del gobernador Ángel Heladio Aguirre Rivero.